# ATP de Winston-Salem
O ATP de Winston-Salem (também conhecido como Winston-Salem Open, para fins de patrocínio) é um torneio profissional de tênis masculino disputado em piso rápido na cidade de Winston-Salem, nos Estados Unidos. O evento é organizado pela ATP, na categoria ATP 250. Entrou no lugar de New Haven a partir de 2011.

## Finais

### Simples
| Ano                                                         | Campeão               | Vice-campeão          | Resultado       |
| ----------------------------------------------------------- | --------------------- | --------------------- | --------------- |
| 2024                                                        | Lorenzo Sonego        | Alex Michelsen        | 6–0, 6–3        |
| 2023                                                        | Sebastián Báez        | Jiří Lehečka          | 6–4, 6–3        |
| 2022                                                        | Adrian Mannarino      | Laslo Djere           | 7–61, 6–4       |
| 2021                                                        | Ilya Ivashka          | Mikael Ymer           | 6–0, 6–2        |
| Torneio não realizado em 2020 devido à pandemia de COVID-19 |                       |                       |                 |
| 2019                                                        | Hubert Hurkacz        | Benoît Paire          | 6–3, 3–6, 6–3   |
| 2018                                                        | Daniil Medvedev       | Steve Johnson         | 6–4, 6–4        |
| 2017                                                        | Roberto Bautista Agut | Damir Džumhur         | 6–4, 6–4        |
| 2016                                                        | Pablo Carreño Busta   | Roberto Bautista      | 66–7, 7–61, 6–4 |
| 2015                                                        | Kevin Anderson        | Pierre-Hugues Herbert | 6–4, 7–5        |
| 2014                                                        | Lukáš Rosol           | Jerzy Janowicz        | 3–6, 7–63, 7–5  |
| 2013                                                        | Jürgen Melzer         | Gaël Monfils          | 6–3, 2–1, ab.   |
| 2012                                                        | John Isner            | Tomáš Berdych         | 3–6, 6–4, 7–69  |
| 2011                                                        | John Isner            | Julien Benneteau      | 4–6, 6–3, 6–4   |

### Duplas
| Ano                                                         | Campeões                              | Vice-campeões                    | Resultado         |
| ----------------------------------------------------------- | ------------------------------------- | -------------------------------- | ----------------- |
| 2024                                                        | Nathaniel Lammons Jackson Withrow     | Julian Cash Robert Galloway      | 6–4, 6–3          |
| 2023                                                        | Nathaniel Lammons Jackson Withrow     | Lloyd Glasspool Neal Skupski     | 6–3, 6–4          |
| 2022                                                        | Matthew Ebden Jamie Murray            | Hugo Nys Jan Zieliński           | 6–4, 6–2          |
| 2021                                                        | Marcelo Arévalo Matwé Middelkoop      | Ivan Dodig Austin Krajicek       | 56–7, 7–5, [10–6] |
| Torneio não realizado em 2020 devido à pandemia de COVID-19 |                                       |                                  |                   |
| 2019                                                        | Łukasz Kubot Marcelo Melo             | Nicholas Monroe Tennys Sandgren  | 66–7, 6–1, [10–3] |
| 2018                                                        | Jean-Julien Rojer Horia Tecău         | James Cerretani Leander Paes     | 6–4, 6–2          |
| 2017                                                        | Jean-Julien Rojer Horia Tecău         | Julio Peralta Horacio Zeballos   | 6–3, 6–4          |
| 2016                                                        | Guillermo García-López Henri Kontinen | Andre Begemann Leander Paes      | 4–6, 7–66, [10–8] |
| 2015                                                        | Dominic Inglot Robert Lindstedt       | Eric Butorac Scott Lipsky        | 6–2, 6–4          |
| 2014                                                        | Juan Sebastián Cabal Robert Farah     | Jamie Murray John Peers          | 6–3, 6–4          |
| 2013                                                        | Daniel Nestor Leander Paes            | Treat Conrad Huey Dominic Inglot | 7–610, 7–5        |
| 2012                                                        | Santiago González Scott Lipsky        | Pablo Andújar Leonardo Mayer     | 6–3, 4–6, [10–2]  |
| 2011                                                        | Jonathan Erlich Andy Ram              | Christopher Kas Alexander Peya   | 7–62, 6–4         |